# Брэнсон, Ричард
Сэр Ри́чард Ча́рльз Ни́колас Брэ́нсон (англ. Richard Charles Nicholas Branson; род. 18 июля 1950, лондонский район Блэкхет, Англия) — британский предприниматель, основатель корпорации Virgin Group, включающей около 400 компаний различного профиля. Один из самых богатых жителей Великобритании с состоянием более чем 5 миллиардов долларов США. 11 июля 2021 года Брэнсон в возрасте 70 лет слетал к нижней границе космоса в рамках испытательного полета корабля своей компании Virgin Galactic.

## Ранние годы
Ричард Брэнсон родился в лондонском районе Блэкхет ( англ. Blackheath )  в семье юриста Эдварда Джеймса Брэнсона и Евы Брэнсон, в девичестве Хантли Флиндт.
Старший из четырёх детей. Кроме него и брата в семье две сестры: Линди (англ. Lindi) и Ванесса (англ. Vanessa). Его брат Тед следовал по стопам своего отца, пытаясь сделать карьеру адвоката. Мать Брэнсона работала в театре, инструктором пилотов планеров и как сопровождающее лицо в полётах.
Его дед, достопочтенный сэр Джордж Артур Харвин Брэнсон, был судьёй Высокого суда Англии и Уэльса и членом Тайного совета.
До 13 лет Брэнсон учился в начальной школе Скейтклифф в Эгаме в Суррее (теперь — школа Бишопсгейта). С 13 до 15 лет посещал школу в Стоу в Бакингемшире. Трудности в обучении и плохие оценки сам Брэнсон объяснял дислексией.
Ещё подростком Ричард проявлял предпринимательские способности. Так, например, известны две затеи, которые тогда потерпели неудачу: выращивание рождественских елей и разведение волнистых попугайчиков.
В шестнадцать лет Брэнсон оставил школу и переехал в Лондон, где организовал свой первый успешный бизнес — журнал Student, для которого несколько иллюстраций сделал знаменитый художник Джеральд Скарф. В журнале, кроме прочего, бесплатно печатались Джон Леннон, Мик Джаггер и некоторые другие звёзды. В семнадцать лет он открыл свою первую благотворительную организацию — Student Advisory Centre.

## Звукозаписывающее дело
Брэнсон начал своё первое дело, связанное со звукозаписями, после путешествия по Ла-Маншу и приобретения на распродаже коробок с записями, помеченными как бракованные[когда?]. Он продавал эти записи, развозя их на собственной машине по розничным точкам Лондона. В 1970 году он продолжил продавать бракованные записи по почтовой рассылке. Торгуя под именем Virgin, он продал записей немногим меньше, чем магазины на центральной улице (например, сеть WHSmith). Имя Virgin было отправной точкой, потому что записи продавались по новым условиям (в отличие от других магазинов, где записи были недоступны для прослушивания в будке). В то время многие товары продавались с соблюдением строгих маркетинговых соглашений, которые ограничивали скидки, несмотря на успехи в 1950-х и 1960-х в ограничении так называемого поддержания цены перепродажи. В итоге Брэнсон предпринял серию изменений, которые привели к широкомасштабным скидкам на записанную музыку.
Брэнсон обсуждал с коллегами имя для своего нового предприятия, и кто-то предложил назвать его Virgin, так как все они были «девственниками» в предпринимательстве.
В итоге Брэнсон открыл магазин записей на Оксфорд-стрит в Лондоне, а вскоре после этого вместе с Ником Пауэллом запустил лейбл звукозаписи Virgin Records. Брэнсон заработал достаточно денег на магазине звукозаписи, купил поместье, в котором оборудовал студию звукозаписи. Студия сдавалась в аренду начинающим музыкантам, включая мультиинструменталиста Майка Олдфилда.
В 1971 году Брэнсон был арестован и обвинён в продаже в магазинах Virgin записей, которые были заявлены как экспортные товары. Он урегулировал судебное дело с Таможней Англии и Акцизным управлением договорённостью об уплате неоплаченной пошлины и штрафов. Мать Брэнсона перезаложила семейный дом, чтобы помочь уплатить взыскиваемые суммы.
Первым изданием Virgin Records был альбом Tubular Bells Майка Олдфилда, который разошёлся миллионными тиражами, стал № 1 в UK Album Chart и получил премию «Грэмми» как лучшая инструментальная работа. Благодаря успеху Tubular Bells, Virgin Records получила средства для дальнейшего развития. Компания заключала сделки с такими сомнительными, на тот момент, группами как Sex Pistols, с которыми другие компании работали неохотно. Заслуга компании в том, что она представила публике малозаметную авангардную музыку таких групп в стиле краут-рок как Faust и Can. Virgin Records также представила музыкальному миру Culture Club. В ранних 1980-х Virgin приобрела ночной гей-клуб Heaven. В 1991 году в консорциуме с Дэвидом Фростом Ричард Брэнсон предпринял неудачную попытку купить три франшизы ITV для работы под именем CPV-TV.
В 1992 году для того, чтобы продолжить развитие авиакомпании Virgin Atlantic Airways, Брэнсон продал лейбл Virgin компании EMI — более консервативной компании, которая после этого расторгла контракт на 1 миллион долларов США с Sex Pistols. Брэнсон сожалел о продаже, так как бизнес по звукозаписи был основой империи Virgin. Позже он основал V2 Records, чтобы снова вернуться в музыкальный бизнес.

## Деловые начинания

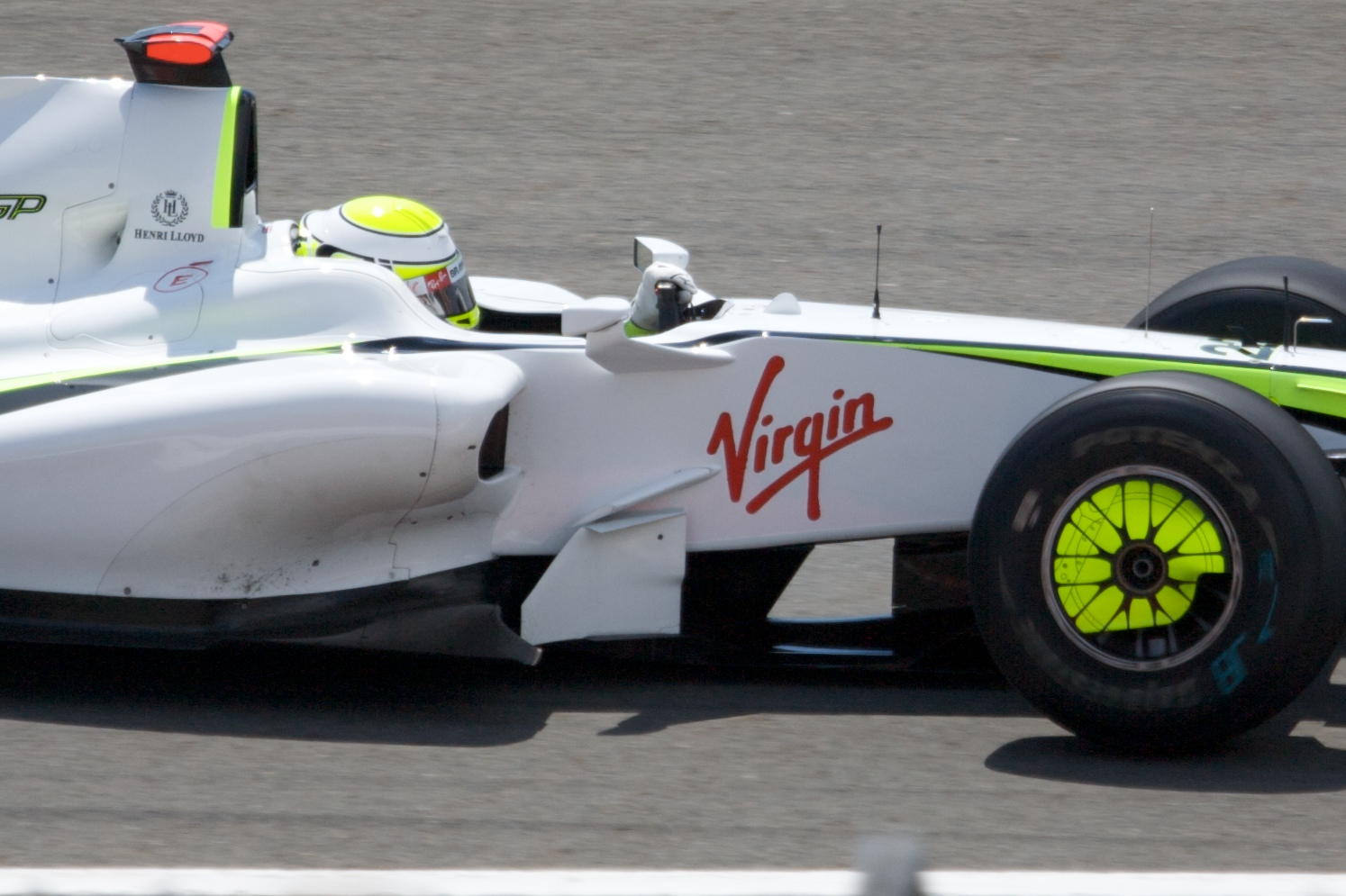
Логотип Virgin на болиде Brawn GP — самой успешной команды Формулы-1 2009 года.

Брэнсон создал Virgin Atlantic Airways в 1984 году, запустил Virgin Mobile в 1999 году, Virgin Blue в Австралии — в 2000 году, а затем потерпел неудачу в 2000 году в предложении о покупке National Lottery.
В 1997 году Брэнсон взялся за то, что большинству казалось одним из его рискованных бизнес-начинаний, войдя в железнодорожный бизнес. Компания Virgin Trains выиграла франшизы на создание секторов железной дороги в пересечённой сельской местности Intercity и West Coast в системе железной дороги компании British Rail.  Вскоре у Virgin Trains начались проблемы с подвижным составом и инфраструктурой, унаследованной от British Rail. 
Virgin приобрела в 1996 году европейскую авиакомпанию-перевозчика на короткие расстояния Euro Belgian Airlines и переименовала её в Virgin Express. В 2006 году авиалиния была объединена с SN Brussels Airlines, бывшей Sabena. Объединённая компания получила название Brussels Airlines. Она также основала национальную авиалинию, находящуюся в Нигерии, названную Virgin Nigeria. Ещё одна компания, Virgin America, начала вылеты из аэропорта San Francisco International Airport в августе 2007 года. Брэнсон также разработал бренд Virgin Cola и даже Virgin Vodka, которые не были особенно успешными начинаниями.
После так называемой кампании «грязных трюков» (смотрите развернутую ссылку в Virgin Atlantic Airways), Брэнсон судился с конкурентом, авиалиниями British Airways, за право владения лейблом в 1992. John King, впоследствии председатель British Airways, ответил встречным иском, и дело было отправлено на дополнительное расследование в 1993 году. British Airways проиграла дело в суде и заплатила £500 000 Брэнсону и £110 000 в будущем его авиакомпании. Брэнсон разделил свою компенсацию (так называемый «бонус BA») между своим персоналом.
25 сентября 2004 Брэнсон объявил о заключении сделки, по которой новая компания по космическому туризму, Virgin Galactic, лицензирует технологию, лежащую в основе корабля SpaceShipOne — который также финансировался сооснователем Microsoft Полом Алленом и разрабатывался легендарным инженером США по аэронавтике и визионером Бертом Рутаном для коммерческой перевозки пассажиров в суборбитальные космические высоты. Virgin Galactic (полностью принадлежащая Virgin Group) планировала сделать полеты с использованием Scaled Composites White Knight Two доступными общественности к концу 2009 года по билетам стоимостью около $200 тыс.
11 июля 2021 года Ричард Брэнсон и его экипаж успешно совершили космический полёт на ракетоплане «Юнити-22» — это первая космическая миссия компании Virgin Galactic с людьми на борту. Вместе с Брэнсоном на борту находились пять человек, все — сотрудники компании.
Полёт был суборбитальным: носитель «Ив» поднял ракетоплан на высоту около 15 км, после чего космолёт отделился. На 92-км высоте экипаж испытал несколько минут невесомости, после чего «Юнити» успешно вернулся и совершил посадку рядом с местом старта.
Следующим начинанием Брэнсона с Virgin Group будет Virgin Fuels, которое должно стать ответом на глобальное потепление и резкий скачок цен на топливо, предлагающим революционное, дешевое топливо для автомобилей и, в ближайшем будущем, самолетов. Брэнсон отметил, что раньше он был скептиком в вопросе глобального потепления и был вдохновлен на это решение в ходе завтрака с Альбертом Гором.
Брэнсон получил прозвище «лидер трансформаций», с его независимыми стратегиями и акценте на Virgin Group как организации, ведомой неформальностью и информацией, одно это дает намного более твердый фундамент, чем удушающий менеджмент сверху.
По состоянию на 2012 год занимал 16-е место в списке богатейших людей Великобритании Sunday Times Rich List.
21 сентября 2006 года Брэнсон пообещал инвестировать доходы Virgin Atlantic и Virgin Trains в исследования в области экологически безопасного топлива. Предполагается, что инвестиции составят свыше $3 миллиардов США.
4 июля 2006 года Брэнсон продал свою компанию Virgin Mobile кабельной сети Великобритании, предоставляющей широкополосный доступ и услуги телефонии NTL/NTL:Telewest, за £1 миллиард.
Частью сделки являются условия, что компания будет выплачивать минимум £8,5 миллионов в год за использование имени Virgin. Новая компания была запущена под ещё большие фанфары и общественную огласку 8 февраля 2007 года, под именем Virgin Media. Решение объединить компанию Virgin Media с NTL было принято с целью интегрировать коммерчески совместимые части компаний. Брэнсон владел тремя четвертями Virgin Mobile, тогда как теперь он владеет 15-ю процентами новой компании Virgin Media.
В 2006 году Брэнсон основал развлекательные компании Virgin Comics и Virgin Animation, сфокусированные на создании новых историй и персонажей для глобальной аудитории. Компании были созданы совместно с автором Дипак Чопрой, режиссёром Шекхаром Капуром и частными предпринимателями Шарадом Девараджаном и Готхамом Чопрой.
Брэнсон также открыл Virgin Health Bank 1 февраля 2007, предлагающий будущим родителям шанс сохранения стволовых клеток в пуповинной крови детей в частных и публичных банках стволовых клеток после рождения ребёнка.
В июне 2006 года жалоба Virgin Atlantic заставила комитеты по антимонопольным расследованиям США и Великобритании расследовать попытки фиксации цен между Virgin Atlantic и British Airways. В августе 2007 года British Airways была оштрафована на 271 млн £, так как была признана виновной. Virgin Atlantic был предоставлен иммунитет за содействие властям, и она не была оштрафована.
9 февраля 2007 года Брэнсон анонсировал приз за Глобальные научные технологии — Virgin Earth Challenge, будучи уверенным, что призы такого типа поощряют технологические улучшения на благо человечества. Приз Virgin Earth Challenge будет наградой в 25 млн долл. отдельному лицу или группе людей, которые смогут продемонстрировать коммерчески жизнеспособную разработку по удалению антропогенных атмосферных газов, приводящих к парниковому эффекту. Подобная разработка должна удалять газы ежегодно как минимум десять лет подряд, не оказывая вредного влияния на окружающую среду. Этот очиститель должен будет иметь продолжительный эффект и внести действенный вклад в стабильность климата Земли. Брэнсон также объявил, что он хочет присоединиться в присуждении приза к списку из пяти судей с всемирным авторитетом в своих областях: Эл Гор, сэр Криспин Тикелл, Тим Фланнери, Джеймс Хансен и Джеймс Лавлок. Составу судей будет помогать в вынесении решения специальный помощник судей Virgin Earth Prize, Стив Ховард[уточнить].
Ричард Брэнсон увлёкся футболом, когда спонсировал клуб «Нанитон Боро» в январе 2006 года в игре третьего раунда против «Мидлсбро». Игра завершилась со счётом 1:1.
В августе 2007 года Брэнсон сообщил, что он купил долю в 20 % в малайзийской AirAsia X.
13 октября 2007 года Virgin Group Брэнсона изыскала способ присоединения банка Northern Rock к своей империи после подписания соглашения, в результате которого Брэнсон лично стал владельцем 30 % акций компании, сменив её название с Northern Rock на Virgin Money. Тогда газета Daily Mail начала кампанию против его предложения по сделке. Vince Cable предположил в Палате общин, что уголовное преступление Брэнсона в виде уклонения от уплаты налогов может стать для некоторых достаточно веской причиной, чтобы не доверять ему общественные деньги.
10 января 2008 года Virgin Healthcare объявил, что собирается открыть сеть лечебных клиник, которые предложат медицинскую помощь вместе с гомеопатией и дополнительными видами терапии. Financial Times сообщило, что Бен Брэдшоу, министр здравоохранения Великобритании, приглашен на ланч. «Мне приятно, что Virgin Healthcare собирается работать с министерством, чтобы помочь разработать больше интегрированных услуг для пациентов».
В марте 2009 года компания Virgin стала спонсором команды-новичка Формулы-1 Brawn GP, однако команда начала выигрывать и спонсорский контракт значительно вырос в цене. Как итог — партнёрство ограничилось лишь одним сезоном. В сентябре 2009 года источник Motorsport.com обнародовал информацию о покупке Ричардом Брэнсоном другой команды-новичка, на сей раз сезона 2010, Manor и переименовании последней в Virgin F1.
В конце 2010 г. 49 % акций Virgin F1 купила российская автомобильная компания Marussia Motors, возглавляемая Николаем Фоменко. Новый альянс получил название Marussia Virgin Racing.
В конце 2017 г. инвестировал в Hyperloop One, реализация проекта вакуумного поезда Hyperloop от венчурного фонда Sherpa Ventures. В рамках нового партнерства компания будет переименована в Virgin Hyperloop One.
В июле 2021 года 70-летний Ричард вместе с экипажем из шести человек осуществил испытательный суборбитальный полёт. Сначала самолет-носитель поднялся на высоту около 15 км над Землёй, после чего ракетоплан Unity отстыковался от него и при помощи реактивного двигателя продолжил полёт самостоятельно ещё на 80 км. После небольшого пребывания в невесомости космоплан благополучно вернулся на частный космодром. Полёт провела компания Virgin Galactic, принадлежащая Брэнсону.

## Гуманитарные инициативы

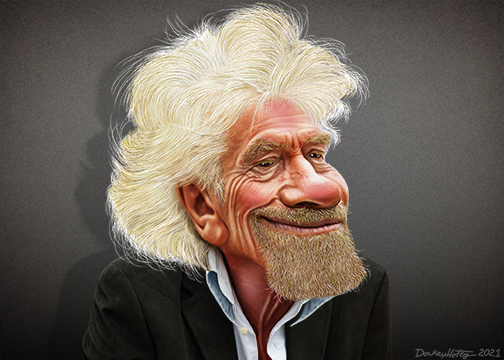
Шарж Ричарда Брэнсона

18 июля 2007 года в Йоханнесбурге, Южная Африка, Нельсон Мандела объявил о создании новой организации «Старейшины» в речи, представленной вниманию публики по случаю его 89-летия. Основателями этой группы были Десмонд Туту, Граса Машел, Кофи Аннан, Эла Бхатт, Гру Харлем Брундтланд, Джимми Картер, Ли Чжаосин, Мэри Робинсон и Мухаммад Юнус. «Старейшины» независимо финансируются группой «Основателей», включая Брэнсона и Гэбриела. Десмонд Туту станет председателем группы, использующим свой опыт для выработки мирных резолюций в затяжных конфликтах, обозначения целей в глобальных конфликтах, наносящих или способных нанести ущерб большому количеству людей, и своей мудростью помогающим объединению голосов по всему миру. Они будут работать вместе в течение следующих нескольких месяцев, чтобы точно решить, какие конфликты они будут разрешать.
В сентябре 2007 года Ричард Брэнсон возглавил жюри первого состязания Picnic Green Challenge с наградой 500 000 евро за лучшую новую «зелёную» инициативу, организованного Dutch Postcode Lottery и PICNIC Network, состоящего из творческих профессионалов. Победителем первого соревнования Green Challenge стал Qurrent с Qbox.
В марте 2008 года Брэнсон провел встречу по вопросам окружающей среды на своём частном острове Некер на Карибах с участием нескольких известных предпринимателей, знаменитостей и мировых лидеров. Они обсуждали встающие перед миром проблемы глобального потепления, надеясь, что эта встреча заложит основу многих тематических дискуссий, связанных с похожими проблемами. Также присутствовали бывший премьер-министр Великобритании Тони Блэр, сооснователь портала Wikipedia Джимми Уэйлс и Ларри Пейдж из Google.
Он один из организаторов компании Virgin Aquatic (сейчас — Virgin Oceanic), разрабатывающей аппараты, способные спускаться в самые глубокие впадины.
Он объявил премию в 25 млн долл. за технологию обратного захвата углекислого газа из атмосферы.

Примерно 8 тыс. человек подали заявки, из них мы отобрали десяток идей, за которыми следим с большим интересом. Не могу сказать, что кто-то близок к тому, чтобы выиграть приз в ближайшем будущем. Потому что надо суметь захватить из атмосферы столько углерода, сколько вся Европа производит за год, иначе изменения климата не остановить.— Интервью журналу «РБК»
Основал компанию Carbon War Room, которая оценивает количество парниковых газов в выбросах производств, где пытаются придумать не слишком обременительные для бизнеса пути решения этой проблемы.
Участвует в работе Глобальной комиссии по вопросам наркополитики (GCDP). Туда входит 15 бывших президентов и Кофи Аннан, они проводят масштабные исследования войны с наркотиками.
В 2018 году приостановил участие в саудовском бизнес-проекте из-за предполагаемого убийства журналиста Джамала Хашогги.

### Война на Украине
В конце июня 2022 года посетил Киев и пообещал помочь в воссоздании уничтоженного самолета Ан-225 «Мрия». Целью своего визита он назвал стремление узнать, что может сделать бизнес в партнерстве с гражданским обществом и властями, для того чтобы поддержать Украину с наибольшей эффективностью . Встречался с Президентом Украины Владимиром Зеленским. По результатам встречи заявил:
Если проиграет Украина — Украина перестанет существовать. Если проиграет Россия — у нас будет совершенно другая Россия. Мы должны постоянно помнить об этом конфликте и делать все что можем, чтобы помочь 
Также во время визита Брэнсон пообещал помочь с восстановлением разрушенного российскими войсками аэропорта «Гостомель».
Побывав в Ирпене и Буче, где после отступления российских войск обнаружились массовые захоронения убитых мирных жителей, Брэнсон заявил:
Ясно, что подобного рода атаки не являются ни случайными, ни произвольными. Это часть целенаправленной стратегии по насаждению террора и страха среди гражданского населения Украины. Надеюсь, что российские исполнители этих шокирующих деяний будут призваны к ответу.
Брэнсон также заявил, что он хотел передать жителям Украины то, что чувствуют многие на Западе:

Каждый день украинцы сражаются и умирают за весь свободный мир. Самое малое, что может сделать остальной мир, это предложить нашу непоколебимую и безусловную поддержку до того момента, пока последний российский солдат не покинет территорию Украины. Любой другой исход стал бы поражением — не только права Украины свободно выбирать собственную судьбу, но также верховенства закона и суверенитета народов.

## Попытки установления мировых рекордов

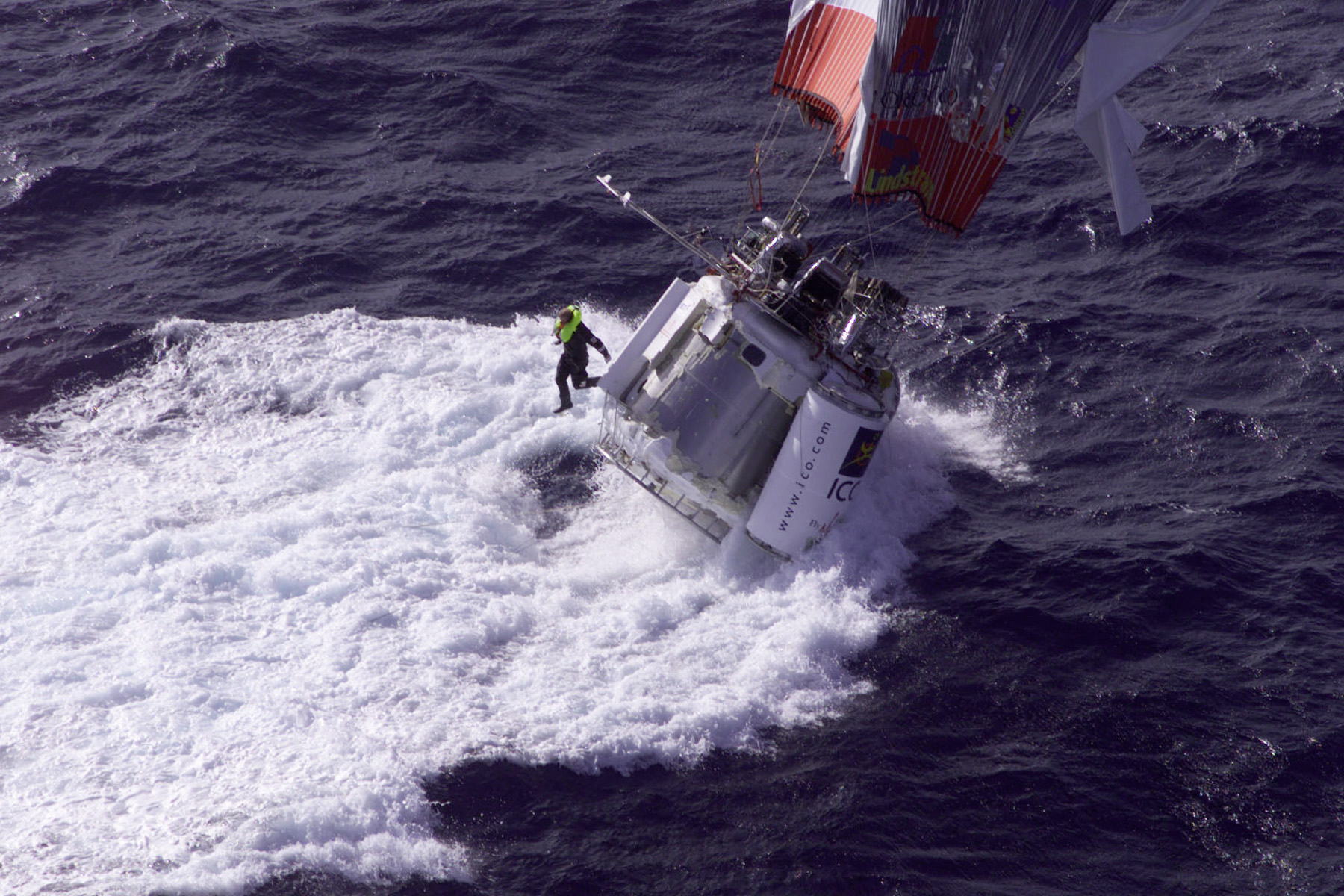
Попытка полёта Брэнсона, Фоссета и Линдстранда на воздушном шаре закончилась неудачей в Тихом океане 25 декабря 1998.

Ричард Брэнсон предпринял несколько попыток побить мировые рекорды, начиная с 1985 года, когда он предпринял попытку получить Голубую ленту Атлантики за самое быстрое пересечение Атлантического Океана. Его первая попытка на катамаране Virgin Atlantic Challenger привела к тому, что катамаран треснул в водах Британии и был спасен вертолётом Королевских военно-воздушных сил Великобритании (англ. RAF) попытка получила большое освещение в прессе. Некоторые газеты обратились к Брэнсону с требованием возместить правительству все расходы на его спасение. В 1986 году на собственном судне Virgin Atlantic Challenger II под командованием англ. Daniel McCarthy он побил мировой рекорд, пройдя расстояние на два часа быстрее. Год спустя его воздушный шар на горячем газе Virgin Atlantic Flyer пересёк Атлантику. Это был самый большой воздушный шар с объёмом 2,3 миллиона кубических футов (65 000 м³) и первый воздушный шар на горячем газе, пересёкший Атлантику. Он развивал скорость 130 миль в час (209 км/ч).
В январе 1991 года Брэнсон пересёк Тихий океан от Японии до Арктической части Канады 6700 миль (10 800 км) на воздушном шаре с объёмом 2,6 миллиона кубических футов (74 000 м³). Тем самым он побил мировой рекорд, поставив новый, на скорости 245 миль в час (392 км/ч).
С 1995 по 1998 годы Пер Линдстранд и Стив Фоссет предпринимали попытки облететь земной шар на воздушном шаре. В конце 1998 года они совершили полёт от Марокко до Гавайев, поставив новый рекорд, но не смогли совершить полный полёт вокруг земного шара раньше, чем это сделали Бертран Пикар и Брайан Джонс на их Breitling Orbiter 3 в марте 1999 года.
В марте 2004 года Брэнсон установил рекорд самого быстрого пересечения Ла-Манша на автомобилях-амфибиях, проплыв от Дувра до Кале на Gibbs Aquada за 1 час 40 минут и 6 секунд. Предыдущий рекорд — 6 часов — был установлен двумя французами.
В сентябре 2008 года Брэнсон и его сын предприняли попытку установить рекорд Истборна[прояснить] в пересечении Атлантического океана под парусом на шлюпе Virgin Money длиной 99 футов (30 м).
Лодка, также известная как Speedboat ( (англ.) скоростная лодка), принадлежит члену Нью-йоркского яхт-клуба (NYYC) Алексу Джексону, который был помощником шкипера в этом походе в компании Брэнсона и Майка Сандерсона. Попытка закончилась неудачей, когда лодка пришвартовалась на Бермудах после того, как парус был сломан жестоким штормом.

## Телевидение, кино и издательство

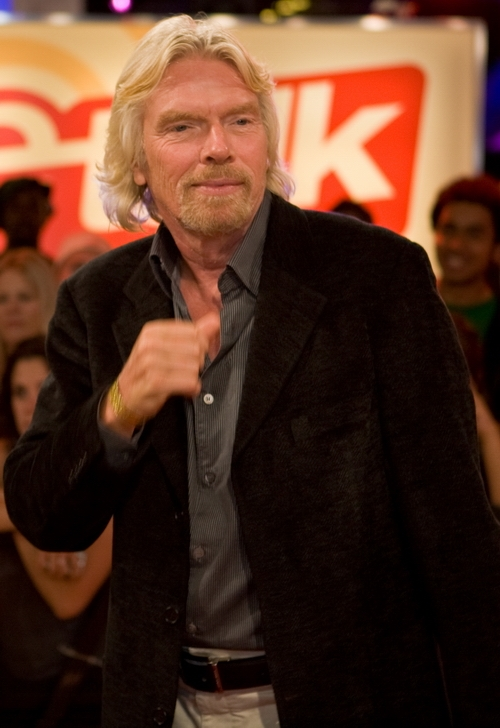
Брэнсон на фестивале Toronto International Film Festival, 2008.

Брэнсон был приглашённым актёром, обычно исполнявшим себя в нескольких телесериалах, включая «Друзья», «Спасатели Малибу», Birds of a Feather, «Дуракам везёт», The Day Today, и специальном эпизоде комедии Goodness Gracious Me, а также в «Запутавшиеся» (англ. Tripping Over). Брэнсон несколько раз появлялся в девяностых годах в субботнем утреннем шоу канала BBC Live & Kicking, где он изображал «маринованного человека» в комедийном номере Тревора Нила и Саймона Хиксона (по созвучности его фамилии с британским брендом продуктов «Бранстон» (англ. Branston)). Брэнсон также появлялся в эпизодической роли в раннем видео XTC Generals and Majors.
Он также был звездой реалити-шоу на канале телекомпании Fox, называвшегося The Rebel Billionaire: Branson’s Quest for the Best (2004), в котором шестнадцать конкурсантов соревновались в предприимчивости и силе приключенческого духа. Оно не было таким успешным, как шоу Дональда Трампа «Кандидат», и продлилось только один сезон.
Его высокий публичный статус делает его открытой мишенью для сатиры. Серия комиксов 2000 AD производства Zenith представляет пародии на Брэнсона, который там изображен как суперзлодей, так как в то время издатель комикса и лучший его распространитель конкурировал с Virgin Group. Также карикатура на него есть в мультсериале The Simpsons в эпизоде под названием Monty Can't Buy Me Love, где он предстает как магнат по имени Arthur Fortune, а также в роли плавателя на воздушных шарах с манией величия Richard Chutney (игра слов на фамилию Branson, как и в Branston Pickle) в эпизоде под названием Believe Nothing. Персонаж Grandson Richard 39 в произведении Терри Пратчетта «Крылья» (англ. Wings) списан с Брэнсона.

## Личная жизнь
Брэнсон женат вторым браком на Джоан Темплман (англ. Joan Templeman, род. 6 июля 1948); у них двое детей — Холли (англ. Holly), работающая врачом, и Сэм Брэнсон (англ. Sam Branson). Пара поженилась с согласия восьмилетней Холли на острове Некер в 1989 году.
Брэнсон владеет островами Некер площадью 300 тыс. м² (74 акра) в составе Британских Виргинских островов, и Мейкпис на реке Нуса (Юго-Восточный Квинсленд, Австралия). Он также владеет недвижимостью на Карибском острове государства Антигуа и Барбуда.
В 1998 году Брэнсон выпустил автобиографию, озаглавленную «Теряя невинность» (англ. Losing My Virginity), ставшую международным бестселлером. В сентябре 2008 года он выпустил книгу «Обнаженный бизнес» (англ. Business Stripped Bare), которая приоткрывает закулисные тайны некоторых из его самых рискованных и самых смелых бизнес-решений. Обе книги опубликованы Virgin Books.
В 2006 году вышла автобиографичная книга «К чёрту всё! Берись и делай», в которой Брэнсон мотивирует не сдаваться и идти вперёд, подкрепляя свой лозунг историями из жизни.
Брэнсон глубоко скорбил о гибели в сентябре 2007 года друга-путешественника Стива Фоссетта и в октябре 2007 года написал статью для журнала Time, озаглавленную «Мой друг Стив Фоссетт», которая заканчивается просьбой молиться о его друге.